# Mo Ibrahim

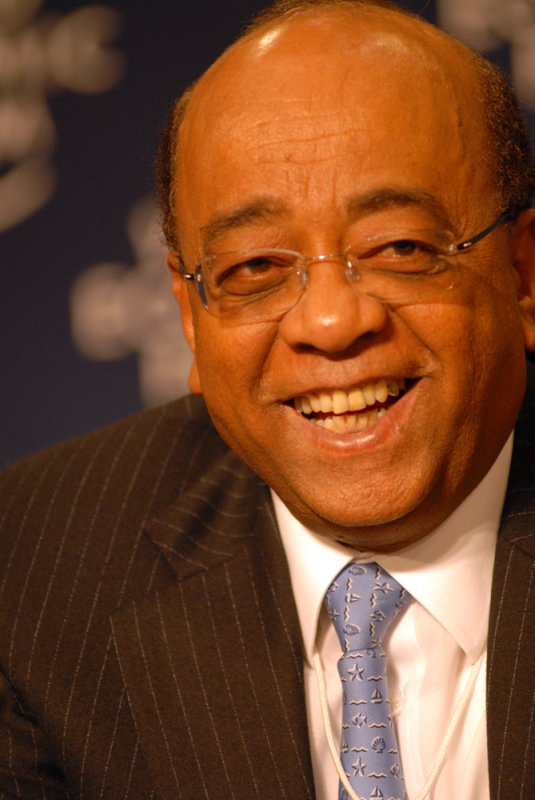
Mo Ibrahim no 2007 World Economic Forum on Africa realizado na Cidade do Cabo

Mohamed "Mo" Ibrahim (nascido em 1946) é um empresário sudanês-britânico do ramo de telecomunicações. É o fundador da Celtel.
Vendeu a Celtel em 2005 por $3400 milhões de dólares e criou a Fundação Mo Ibrahim para promover uma melhor governação em África, bem como o Índice Mo Ibrahim, para avaliar a qualidade de anual governança para cada país do continente africano. É membro da Comissão Consultiva Regional para a África na London Business School. Em 2007, lançou o Prémio Mo Ibrahim para a Liderança de Excelência em África, com um prémio de 5 milhões de dólares, atribuído aos Chefes de Estado que excecionalmente promovam maior segurança, direitos à saúde, à educação, ao desenvolvimento económico e político nos seus países, e cedam o poder de forma democrática aos seus sucessores.